# التقسيم الإداري لمحافظة القطيف
محافظة القطيف إحدى محافظات المنطقة الشرقية في المملكة العربية السعودية. تُقسم المحافظة إلى خمس مراكز إدارية وهي: سيهات، وصفوى، والنابية، وأم الساهك، ودارين. وإلى مجموعة من المدن والبلدات تتبع المراكز الإدارية أو المحافظة.

## المدن
- القَطِيف: مدينة القطيف وهي مركز محافظة القطيف تقع على الساحل الغربي من خليج القطيف المتفرع من الخليج العربي، تشكل واحة غابة كثيفة من النخيل على امتداد الشاطئ من صفوى شمالاً حتى سيهات جنوباً، أطلق اسم القطيف على هذه المدينة من قبيل إطلاق اسم الكل على الجزء، كما يطلق اسم الشام على دمشق، ومصر على القاهرة، وذكر الطبري أن أردشير بن بابك (226-241م) مؤسس الدولة الساسانية قد بنى مدينة بهذا الموقع وقد سماها فسا أردشير[1][2] ومن أسماء هذه المدينة بتن أردشير لأن وحسب سورها حسب المرجع الفارسي بُني من جثث أهلها الذين عصوا أردشير فجعل سافاً من السور لبناً وسافاً جثثاً[3]، وقد شُوهدت جماجم في السور المذكور في العصر الحديث مما يدل على صحة المصدر، وأن المدينة هي القلعة.[2] وهي من جملة المدن التي بناها للتحصينات العسكرية وتدل على أن تلك المدينة هي منطقة القلعة ذاتها، كما توحي بذلك الأسماء التي علقت بها حتى قبل أن تهدم[ملاحظة 1][4]، يحد مدينة القطيف من الشرق مياه الخليج العربي وجزيرة تاروت ومن الغرب بلدتي البحاري والقديح ومن الشمال العوامية وصفوى وبعدها تأتي أراضي الكويت والجبيل وجنوباً عنك وسيهات ويأتي بعدها الأحساء والعقير[5]، لمدينة القطيف عدة مداخل رئيسية من المدن المجاورة كالدمام وعنك جنوباً والعوامية شمالاً ومدخل حديث يؤدي إلى خط الظهران الجبيل السريع. وتتألف مدينة القطيف من عدد من الأحياء القديمة والحديثة متصلة حالياً بعضها ببعض، وقد كانت في السابق منفصلة لوجود أسوار وفواصل بينها وبين القلعة.[5] أما الأحياء الجديدة فقد امتدت من جميع الجهات لاسيما في الناحية البحرية حيث تم دفن البحر ونشأت أحياء مثل المناطق البحرية والدخل المحدود والمزروع وحي الحسين والناصرة والمنيرة والمشاري والتركية حيث اتصلت بجزيرة تاروت. ومن أبرز معالمها قلعة القطيف، وسوق الخميس وسوق السمك ويقع شرق سوق الخضار وهو سوق لتجارة الأسماك بالجملة يقصدها التجار من مختلف المناطق والدول المجاورة.[5]
- سَيهَات: بفتح السين، وتقع على الساحل الجنوب الغربي للخليج العربي، وتحدها من الشمال عنك والقطيف، ومن الجنوب الدمام ومن الشرق الخليج العربي ومن الغرب النابية والمنطقة الصناعية الأولى[5]، كانت سيهات في خمسينات القرن التاسع عشر مغلقة من جميع الجهات[5]، يحيط حولها سور له ثلاث بوابات كانت تغلق ليلاً للمحافظة على الأمن، وتسمى الأبواب الصغيرة محلياً بالخادعة لمرور الأشخاص، أما البوابة الكبيرة فكانت تفتح لمرور الأفواج من الناس أو الإبل التي كانت تقدم اليها. وكانت سيهات مزدهرة اقتصادياً حيث كانت أغنى منطقة في الواحة بسبب انشغال أهلها بصيد اللؤلؤ وقد كانوا يملكون أكثر القوارب في المنطقة حيث وصفها لويمر بأنها أغنى منطقة في الواحة، تملك ثلاثين قارباً لصيد اللؤلؤ، وبيوتها تتكون من 600 منزل، منها 400 داخل السور و200 كوخ تقع خارجه وتملك حدائق النخيل. وفي سبعينات القرن التاسع عشر كانت تتألف من عدة حارات تتمثل في الديرة وهي مركز سيهات، ومنطقة الحالة، ومدينة العمال أو مدينة الطابوق، والخصاب، والدولاب، والنقا بشقيه (الغربي والخيال).[5] أما الآن فقد استحدثت المناطق الجديدة وهي السلام، الفردوس، النمر الشمالي والجنوبي، المحدود، الجمعية، الكويت، وحديثاً حي المهندسين وحي الخليج العربي. ويخترق سيهات طريقاً رئيسياً يصل بين الدمام والقطيف، واقتربت أحياؤها الجديدة من مناطق شمال الدمام.[5]
- صَفوَى: وقد عُرفت تاريخياً بعدة أسماء منها: الصفا، نسبةً لعين الصفا والمعروفة اليوم باسم الداروش كشهرة لها، كما عرفت باسم جونان أو جاوان نسبة لمدفن جاوان إلى الشمال منها. وكانت صفوى مُسَوّرة بسور بناه البرتغاليون ثم أعيد بناؤه أواخر العهد التركي وكانت له ثلاث بوابات وبرجين هما برج العين القريب من عين داروش وبرج البحر.[5] وتتميز صفوى بكثرة نخيلها وقربها من البحر ومجاورتها للكثبان الرملية والرمال الصحراوية، ويفصل الشارع الرئيسي بين أحيائها الجديدة والأحياء القديمة، وإلى غرب حي قديم مرتفع يسمى حزم صفوى كان يقطن فيه بعض البدو وبها سوق سمك رئيس. ومن أبرز معالمها مدفن جاوان الأثري، وعين داروش. تقع على بعد حوالي 10 كيلومترات عن مدينة القطيف ومن قراها الأوجام وأم الساهك.[5]
- عُنَك: بضم أوله وفتح ثانيه، تقع على ساحل الخليج العربي، بين مدينتي القطيف وسيهات، يحدها جنوباً سيهات وشمالاً القطيف وغرباً الملاحة وأم الحمام وشرقاً الخليج العربي.[5] كان لعنك شهرة تاريخية، وصفها المسعودي في كتابه «التنبيه والإشراف» بأنها من مدن القطيف وأهلها يعتمدون في معيشتهم على صيد الأسماك.[5] وفيها من الآثار التاريخية برج قديم يرجع بناؤه إلى عهد البرتغاليين وكذلك قلعة عنك[5]، في الوقت الحالي توسعت عنك كثيراً وانتشر العمران فيها باتجاه القطيف وسيهات وخاصة أنها تقع على طريق الدمام الرئيسي، ومعظم منازلها من المباني الحديثة وبها الأسواق والمحلات التجارية. تقطنها بعض القبائل ومنها قبيلة بنو خالد الذين يمثلون فيها الأغلبية.[5]

## الجزر

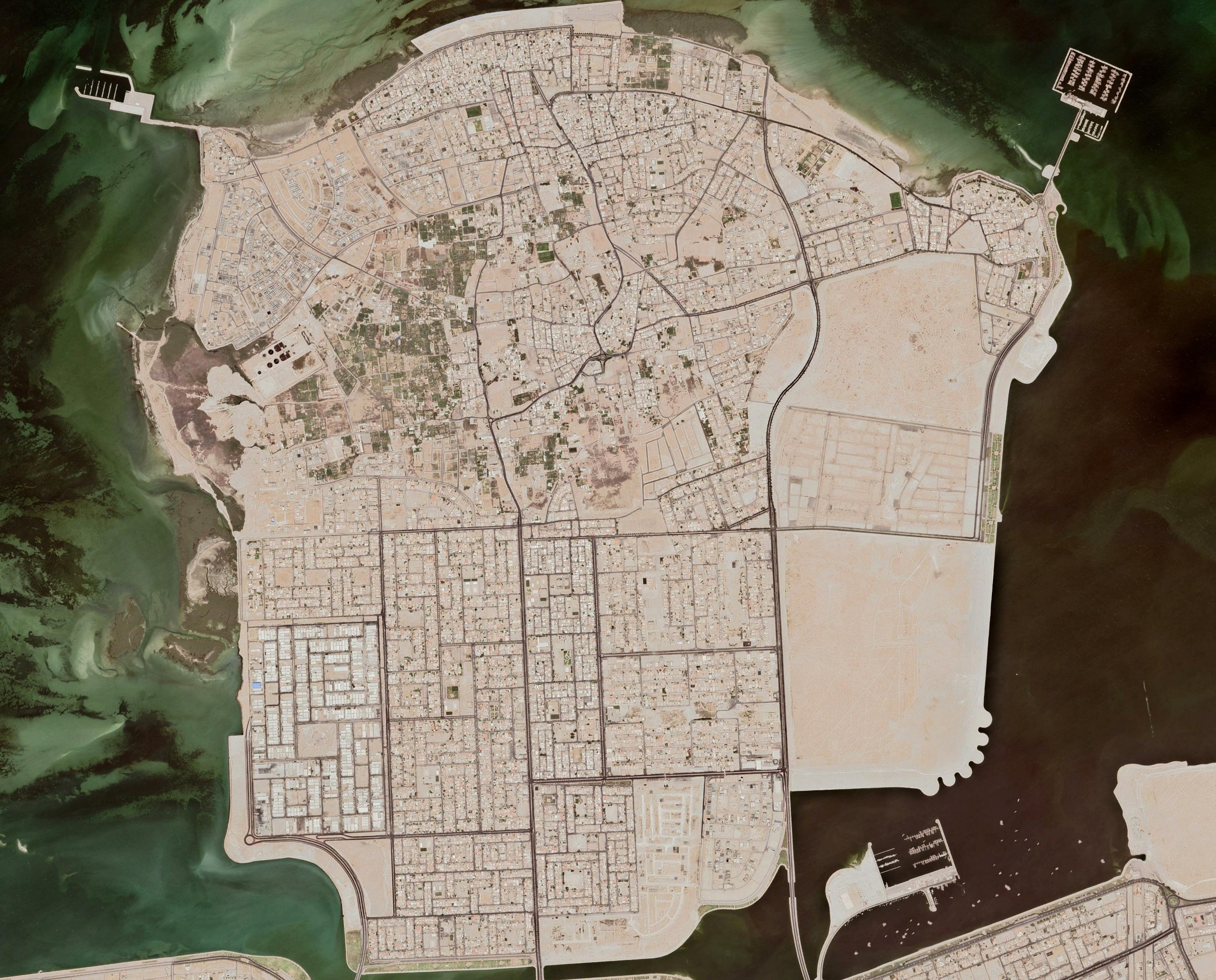
قرى جزيرة تاروت، ويظهر في جنوب الشرقي للصورة جزيرة سوق السمك بمساحة تُقدّر 0.12 كم.

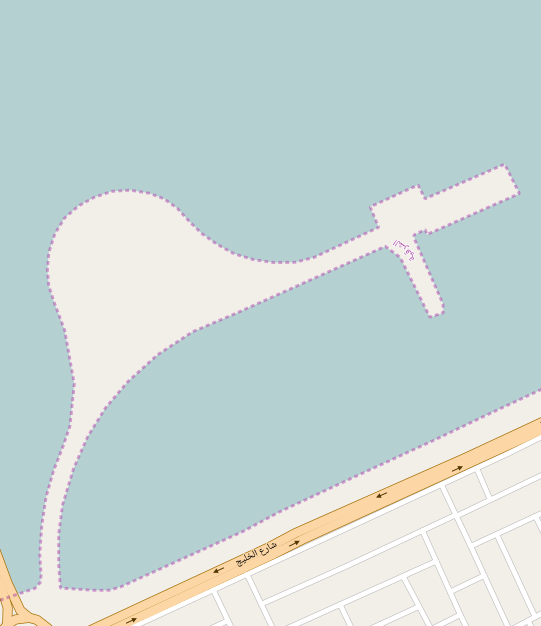
خريطة لجزيرة سوق السمك الإصطناعية المنشأة في عام 2009م

- جَزِيرَة تَارُوت: تقع جزيرة تاروت شرق القطيف، داخل خور واسع من البحر يسمى خليج تاروت، يحيط به غرباً ساحل القطيف، وجنوباً ساحل الدمام، وشمالاً رأس تنورة الممتد إلى محاذاة الجزيرة من الشرق. وتعتبر جزيرة تاروت أوسع الجزر الواقعة على شاطئ الخليج داخل المملكة. وتبعد عن مدينة القطيف (المركز) حوالي 5 كم داخل البحر حيث ترتبط بها بثلاثة جسور برية، يُقدر عمر جزيرة تاروت بحوالي خمسة آلاف سنة ق.م على الأقل فقد كانت مسكناً لمزيج من العشائر الكنعانية والفينيقية قبل نزوحهم إلى شواطئ البحر الأبيض المتوسط، وتعتبر هذه الجزيرة أقدم موقع للإستيطان البشري. ويعني اسمها المشتق من معبود الفينيقيين عشتاروت والذي يعني في اللغات السامية الخير والجمال، ويعتقد بأن البلدة الحالية تقوم على أنقاض بلدة قديمة البناء تتكون من صخور ضخمة تحيط بمجرى العين الحالية. وكانت من الموانئ الهامة في الخليج مع جزيرة دارين التي كانت سوقاً من أسواقها التجارية ومرفآً هامّاً في منطقة الخليج تابعاً للبحرين. وكان يحيط بالبلدة سور قديم تآكلت أجزاؤه وأعيد بناؤه في العهد البرتغالي ثم تم زيادة ارتفاعه في عهد الأتراك ورمم على أيديهم عام 1826م. وكانت للبلدة بوابتان غربية وشرقية وأربعة أبراج، وكان بداخلها حارات وأسواق ومساجد تكثر فيها الممرات المسقفة وتزخر البيوت بتصميمات إسلامية وكتابات لآيات قرآنية على الأبواب والجدران.[5] ومن قراها:[6]
  - الديرة: وهي مركز جزيرة تاروت، وتقع فيها قلعة تاروت التي يعود تاريخها إلى عهد العيونيون، وتل تاروت وهو أعلى مُرتفع في جزيرة تاروت.
  - جزيرة دارين: وقد أصبحت إحدى بلدات جزيرة تاروت بعد اشتباكها بجزيرة تاروت من أعمال الردم وضحالة المياه، تقع دارين على الساحل الغربي الجنوبي للجزيرة ويحيطها الخليج العربي من ثلاث جهات: الشرق والجنوب والغرب، أما الجهة الرابعة من ناحية الشمال فتحدها قرية الربيعية وأجزاء من تاروت وسنابس. وكانت تعرف دارين بأنها مرفأ تجاري هام للتبادل التجاري قديماً. وتردد اسم دارين قبل الميلاد بأنها مدينة عظيمة فيها أكبر وأشهر ميناء في الخليج العربي، وتضم ثروة أثرية دفينة حيث توجد على مقربة منها أكمات بدائية شاذة التكوين يقال أنها كانت بقايا مدافن كما يقال بأن دارين الحديثة تستقر على أربع طبقات من المدن بعضها فوق بعض. ومن أبرز معالمها ميناء دارين وقصر محمد بن عبد الوهاب.[5]  
  - سنابس: تقع على الساحل الشرقي لجزيرة تاروت، واشتهر أهلها حتى فترة قريبة باستخراج اللؤلؤ وصيد الاسماك، ومن أبرز معالمها عين أم الفرسان التي كانت إلى وقت قريب مقصداً للاستحمام والسباحة[5]، ومزرعة الوزارة وهي عبارة عن مزرعة كبيرة فيها مختلف أنواع الأشجار العالية والثمار، ومسجد الشيخ محمد المبارك. كما تقع قرية الزور المعروفة تاريخياً في شمال سنابس وفيها ميناء للصيادين وهواة البحر.  
  - الربيعية: تقع شرق قرية تاروت على تل أثري، أسسها الملا حسن بن ربيع الشاعر المعروف صاحب ديوان الزهور الربيعية. وامتد العمران في الربيعية إلى رقعة واسعة قضت على معظم المزارع فيها، واتصلت بكل من تاروت غرباً وسنابس شمالاً وشرقاً حيث يفصل بينهما الشارع الرئيسي ومعظم بيوتها حديثة مع أن هناك الكثير من سكانها الذين انتقلوا إلى الأحياء الجديدة في تاروت والقطيف.[5]
  - الزور: تقع على الساحل الشرقي الشمالي لجزيرة تاروت، وتعتبر ميناء مهم للمنطقة، ويوجد فيها نحو 33 تلة، تمثل مستوطنات هيلينية محترقة تعود إلى ما قبل الميلاد بقرن واحد، وقد وجد في هذه التلال هياكل عظمية لبشر محترقة، وقطع أوان فخارية متكسرة.
- جزيرة سُوقُ السَّمَك: هي جزيرة اصطناعية تقع في خليج تاروت، تُقدّر مساحتها بـ 0.12 كيلومتر مربع، أُنشئت في عام 2009م[7]، بغرض جعلها سوق مركزي للأسماك تحتوي على 26 مبسطاً و86 محلاً.[8]

## البلدات
- الجِش: ذات موقع متميز بين قرى القطيف، إذ أنها البوابة الغربية للقطيف، ويشقها الشارع العام من منتصفها ويتصل بطريق الجبيل الدمام السريع وهي محاطة من جهاتها الأربع بالنخيل المعروف بكثافته في هذه المنطقة.[5] وتعتبر الجش من أخصب القرى من الناحية الزراعية وهي تنتج وتصدر الكثير من الفواكه والخضروات مثل الرطب واللوز والعنب والتين والمشمش والتوت والخيار والطماطم والبقول. وفي الجش ما يقرب من 30 عيناً وبئراً اندثر معظمها، ومن عيونها: عين لعبي، الهليلية، الشنية، البقيلة، الجعبة (الكعبة)، وتستخدم هذه العيون لري المزارع.[5]
- المَلاَّحَة: تقع إلى الشمال الغربي من سيهات وتحدها من الغرب بلدة الجش ومن الشرق عنك ومن الشمال بلدة أم الحمام ومن الجنوب سيهات. كانت الملاحة تتألف من مجموعة من البيوت المبنية بالطين والحجارة ومحاطة بالنخيل من كل جانب، ولم يحدد سبب تسميتها إلا أن اسمها معناه مَنبت الملح. وقد اتسعت البلدة في الآونة الأخيرة وانتشر فيها العمران والتهم البساتين والنخيل المجاورة لها، ونظرا لقربها من بلدتي الجش وأم الحمام فقد تداخلت معهما في المباني والنشاطات التجارية والمهنية.[5]
- أُمُّ الحَمَام: تقع جنوب غرب مدينة القطيف وتبعد عنها حوالي سبعة كيلومترات، وتحدها شمالا الجارودية وجنوبا الملاحة وأطراف سيهات وغربا الجش وشرقا عنك. وكانت قرية مسورة صغيرة بها منازل طينية داخل السور وأكواخ خارجه ومحاطة بالمزارع والبساتين من جميع الجهات.[5]
- الجَارُودِيَّة: تقع إلى الشمال الغربي من أم الحمام قريباً من بر البدراني الذي كان منطلقاً للحجاج أيام كانت الجمال وسائطَ للنقل عبر الصحراء، وتستقر على مرتفع من الجبل الصلد. وتعتبر سيحتها من أجود الأراضي الزراعية وتسقى أغلبها من العيون البرية العذبة واشتهرت بكثرة مزارعها وبساتينها التي كانت تصدر منها الفواكه والخضار.[5]
- الخُوَيلِدِيَّة: تقع في الجهة الغربية الجنوبية من مدينة القطيف، شمالها بلدة التوبي وجنوبها الجارودية وغربها بساتين زراعية كثيرة. وكانت مسورة واشتهرت بانتاجها الطين الخويلدي الذي يستخرج منها بكميات كبيرة ويصدر منه للخارج والذي كان يستعمل بعد خلطه بصفار البيض لإزالة قشرة الرأس.[5]
- الأوجام: وتعرف أيضاً باسم الآجام، تقع في الجهة الغربية من الواحة على بعد 5 كم تقريبًا من مدينة القطيف، وكانت البلدة مسورة وتتكون بيوتها القليلة من الحجر والطين[5]، ومعنى اسمها كما ينطق حالياً – الأوجام – جمع الوجم وهو الحجارة والأبنية التي يهتدى بها في الصحراء. وتقع الأوجام في وسط منطقة زراعية يغلب فيها زراعة النخيل، وتطورت بلدة الأوجام واتسعت رقعتها حتى غطت المباني السكنية الكثير من المناطق الزراعية، ويمر بقربها طريق الظهران الجبيل السريع الذي أنعش البلدة وسهل الوصول اليها.[5]
- أُمّ السَّاهِك: تقع غرب مدينة صفوى، وهي بلدة على أطراف واحة القطيف كانت مركزاً مهما للقوافل البرية الوافدة إلى الواحة.[5] وقد امتد اليها العمران وقامت فيها المخططات السكنية الحديثة، وبها مزارع وبساتين زراعية عديدة.[5]
- حِلّةُ مُحَيش: وتعرف أيضاً باسم الحُلّة، تقع في وسط غابة من النخيل والبساتين التي تحيط بها من جميع الجهات بالقرب من مدينة القطيف[5]، ويحدها من الجنوب الغربي أم الحمام ومن الغرب الجارودية ومن الشمال الخويلدية ومن الشمال الشرقي مدينة القطيف.[5] وكانت البلدة مسورة إلى عهد قريب وتحيط بها المزارع والبساتين التي قدرت في إحدى الفترات بمائة وتسعة وستين بستاناً تحتوي على أكثر من ثلاثين ألف نخلة علاوةً على الفواكه والخضروات المتنوعة، وتكثر فيها عيون الماء القوية.[5]
- التَُوبِي: تقع إلى الغرب من مدينة القطيف، وتحيط بها المزارع والبساتين من جميع الجهات في منطقة زراعية بين بلدتي الخويلدية جنوباً والبحاري شمالاً. وكانت قرية مسورة صغيرة، وتوسعت مبانيها في البساتين الزراعية، وتعتبر سيحتها من أجود الأراضي الزراعية في الواحة، وفيها عدد من العيون أشهرها عين القصير.[5]
- البحَارِي: تقع شمال غرب مدينة القطيف، ويحدها شرقاً مدينة القطيف وتاروت وغرباً القديح ووشمالاً العوامية وجنوباً بعض أحياء القطيف وبلدة التوبي. وترتبط بيوتها المتلاصقة ببعضها البعض المبنية من الطوب والإسمنت على الطريقة التقليدية، وبها مزارع وبساتين عديدة ويخترقها شارع موصل لبلدة القديح. وقد انتقل معظم سكانها إلى الأحياء الحديثة في مناطق القطيف المختلفة.[5]
- القُدَيح: تقع شمال غرب مدينة القطيف، ويحدها شرقاً بلدة البحاري ومدينة القطيف وغرباً تلال رملية وطريق الظهران الجبيل السريع وشمالاً العوامية وجنوباً بعض أحياء القطيف وبلدة التوبي. وكانت قرية كبيرة مسورة وفيها أكواخ وبيوت من الحجارة والطين وحولها من الناحية الجنوبية الغربية توجد منطقة واسعة تسمى البرية يستخرج منها كميات كبيرة من الملح بعد أن تجف مياه الأمطار فيها، كما يستخرج من حولها أيضاً الطين القديحي الأبيض الذي كان يستعمل لغسيل الملابس قبل انتشار استعمال الصابون. وللقديح تاريخ قديم حيث تعود العيون الجوفية الأثرية التي اكتشفت فيها إلى عصر العمالقة إبان تواجدهم في المنطقة، ويرجع السكان نسبهم إلى مضر وينسبون مؤسساتهم الاجتماعية إليها. ولا تزال القديح محافظة على أحيائها التقليدية الشعبية، ويخترقها شارع رئيسي توجد على جانبيه محلات تجارية صغيرة وفي جنوبها سوق شعبي خاص لبيع الخضار والفواكه والأسماك وفيها أسواق شعبية متنقلة.[5]
- العَوَّامِيَّة: تقع شمال غرب مدينة القطيف على الطريق المؤدي إلى صفوى، وتحدها من جهة الجنوب القديح والبحاري والقطيف ومن جهة الشمال السبخة التي تفصلها عن صفوى ومن الغرب سبيخة النخيل أما من الشرق فبعض أطراف مدينة القطيف وساحل الخليج العربي وتتماس معه بمنطقة الرامس الزراعية الشهيرة.[5] وهي منطقة عريقة حيث يتصل تاريخها بالزارة المدينة التاريخية المشهورة، التي كانت حاضرة الخط، وعاصمة بلاد البحرين طيلة العصر الجاهلي وحتى العصور الأولى من الإسلام. ومن أبرز معالمها فريق الزارة الذي يقع في الناحية الجنوبية الشرقية من مدينة العوامية، وتحيطه مجموعة من بساتين النخيل، كما لا تزال في هذا الحي عين ماء تعرف بعين الزارة وبها مسجد يحمل اسمها أيضاً، ومنطقة الرامس وهي منطقة زراعية موقوفة لأعمال الخير وتتميز بالمحاصيل الزراعية الجيدة لاسيما الطماطم والخضروات الأخرى وذلك ناتج من عذوبة الماء وجودة التربة، ومنطقة الجميمة التي يعتقد أنها مقبرة قديمة لأنه تم العثور فيها على بعض الجماجم وقبور موجهة إلى بيت المقدس من زمن الجاهلية.[5]
- النَّابِيَة: وتقع غرب سيهات، كانت بلدة مفتوحة على البر وبها بعض البيوت القديمة ولكنها تحولت الآن إلى بلدة مأهولة لوقوعها بين خطي مواصلات رئيسيين. وقامت بها بعض الخدمات الحديثة التي ساهمت في تطويرها.[5]
- أَبُو مَعَن: وهي قرية زراعية تقع شرق القطيف.

وهناك بعض القرى والبلدات الصغيرة المتناثرة حوالي واحة القطيف، منتشرة في اطراف الواحة وكان لبعضها دور استراتيجي في حركة الاتصالات البرية في بعض المراحل، ومن بينها الدريدي، وشعاب، والرويحة، والعباء، وغيرها.